# 梶芽衣子
梶 芽衣子（かじ めいこ、1947年3月24日 - ）は、日本の女優・歌手。本名および旧芸名、太田 雅子（おおた まさこ）。
東京都千代田区神田出身。

## 来歴
幼い頃はシャイで人見知り。両親の勧めで中高時代はバスケットボール部に所属し、友人を作る楽しさ、グループの一員となる喜びを味わったという。八雲高校在学中に銀座でモデルにスカウトされる。その後、高橋圭三の事務所「圭三プロダクション」に所属し、高橋司会の『おのろけ夫婦合戦』（日本テレビ）でアシスタントを務めたことが切っ掛けで1965年、高校卒業と同時に日活に入社。同年に映画『悲しき別れの歌』で本名の太田雅子でデビューし、石原裕次郎・小林旭・松原智恵子・吉永小百合らが主演する映画で助演していた。同期で活躍したのは渡哲也。
子役からのアイドルスターであった太田博之とコンビを組み、W太田として青春スターとして売り出され、1965年の映画『青春前期 青い果実』で主演を果たす。この頃は慣れないアフレコに四苦八苦しており、そんな梶をある大物女優があざ笑い、怒った梶はその女優に「笑わないでください。あなたたちは初めからこれができたんですか！」と啖呵を切った。その噂は撮影所に瞬く間に広がって武勇伝となり、生意気というレッテルが貼られ、会社の重役からは絞られたものの、その事が切っ掛けでアフレコを一生懸命に練習し、上達した。
最初は吉永小百合の後継者ともいわれたが、デビュー1年後からは脇役にまわされた。日活が東映のヤクザ映画のマネをして製作した1969年の『日本残侠伝』に出演した際、監督・マキノ雅弘に勧められ、芸名を梶 芽衣子と改名した。改名は成功し、以降不遇時代から抜け出す。
1970年の日活映画『野良猫ロックシリーズ』4作に主演し人気を得る。『大江戸捜査網』=芸者小波 役（東京12チャンネル）などのテレビドラマに日活女優として出演をする。『大江戸捜査網』第2シリーズ後半で実妹の太田とも子と共演を果たす。1971年、日活がロマンポルノに移行したため退社しフリーとなる。『大江戸捜査網』の出演が第2シリーズ迄なのはその為で、男優陣（杉良太郎、瑳川哲朗、中村竹弥、古今亭志ん駒）が三船プロに制作会社が移行した後も引き続き出演をしているのに対して、女優陣は梶芽衣子、岡田可愛→古城都、江崎英子に交代をしている。1972年3月『純子引退記念映画 関東緋桜一家』を最後に引退した藤純子の後釜として東映に誘われ同年東映に入社した。
『銀蝶シリーズ』の後、『女囚さそりシリーズ』で人気を決定付けた。本作で"ヒロインが台詞を喋らない方が凄みを増す"というアイデアは梶が出した。若い頃から一家言ある人で、1973年、『女囚さそりシリーズ』の三作目を「監督とスタッフを代えなければ出演には応じられない」と公言した。その出演拒否で事件になっていたとき、深作欣二監督に請われて出演した『仁義なき戦い 広島死闘篇』でもヒロインを好演した。『キネマ旬報』1973年4月下旬号の日本映画界への提言というテーマのインタビューで、「この間『ゲッタウェイ』を見ましたけど、面白いので悔しかった。日本だってみんながその気になれば、あのくらいのものは出来ると思うの。生意気なようだけど、日本の場合は企画が貧しいって気がするわ。それを何とかして欲しいな。だってそれが映画をよくするための原点でもあるわけでしょう」などと話した。『女囚さそり』のシリーズ化で揉めて東映とケンカ別れとなり、同年退社し再びフリーとなる。その後東宝の『修羅雪姫シリーズ』など、各社で主演映画が製作される。
これらの作品は海外でも人気を呼び、クエンティン・タランティーノは梶の熱狂的ファンと公言。タランティーノは映画『キル・ビル』で『修羅雪姫』のオマージュをし、梶の歌「修羅の花」と「怨み節」を流している。またショーン・ベイカーも梶のファンであり、『ANORA アノーラ』は『女囚701号/さそり』がモチーフの一つであることを明らかにしている。
東映の『女囚701号/さそり』を撮影していた当時、大手レコード会社のディレクターとの縁談が進んでおり、同作を最後に芸能界を引退して専業主婦となる決意を固めていた。映画が予想以上の大ヒットとなったため続編が企画されるが、梶は結婚を理由に出演を断る。しかし岡田茂の説得により「あと一作だけ」の条件で続編の出演に応じたところ、その後も俊藤浩滋ら多くの関係者の説得を受ける形で続編の制作が続けられ、縁談は最終的に破談になった。別れ際に男性から告げられた「誰とも結婚するな。死ぬまで仕事は辞めるな」という約束を貫いているのは、相手への“責任感”と“誠意”だと語る。
一方でイメージ打破のためノーギャラで出演した『大地の子守歌』では、ほのかな優しさを主人公に向ける農婦の役を演じた。1978年には宇崎竜童と組んで2人の主演映画をやりたいという自身のプランのもと製作された『曽根崎心中』では、強い女の情念を演じて新境地を開拓し、国内の主要映画賞を複数受賞した。同作品で楽曲提供で付き合いのあった宇崎竜童を俳優業に引き入れ、宇崎はこれを切っ掛けに異分野の交友を急増させた。1982年東映で映画化された『鬼龍院花子の生涯』は、元は梶が東映に企画を持ち込んだもの。
テレビドラマでは大映ドラマに多く出演したほか、『鬼平犯科帳シリーズ』での密偵・おまさ役で長年出演した。同シリーズの出演中は掛け持ちができず、本人の意思に反して多くのオファーを断らざるを得なかった。黒澤映画のオファーを二度も断っている。「『梶には何を持って行っても断られる』という噂が浸透しちゃって。そんなことはないのに……。」と語る。
かねてより尊敬していた中村吉右衛門主演で『鬼平犯科帳シリーズ』が制作される事をたまたま読んだ新聞で知り、プロデューサーに出演を直訴したという。
その他、『あなたの隣に誰かいる』『きのう何食べた?』など近年の現代劇にもレギュラーキャストとして出演。
歌手としても前述の楽曲を歌い、これらは2000年代以降にCDで次々と復刻発売されている。2009年6月24日には25年ぶりの新曲『女をやめたい』をリリースし、2011年5月25日には31年ぶりのオリジナル・アルバム『あいつの好きそなブルース』をリリースした。
2013年4月4日、木曜8時のコンサート〜名曲!にっぽんの歌〜で「怨み節」と「一番星ブルース」の2曲を久々に歌唱した。
2017年に6年ぶりとなるシングル「凛」をリリース。2018年3月に43年ぶりとなるオリジナル・フルアルバムを発表する。ロックテイストを盛り込んだ作品をプロデュースしたのは、ミュージシャンであり音楽プロデューサーも務める鈴木慎一郎。43年前に梶のプロデューサーを務めた鈴木正勝の子息である。
2020年5月15日、YouTubeの公式チャンネルを開設した。動画の音楽と聞き手は作曲家の伊左治直が担当する。
2021年3月、3年ぶりとなるアルバム「恋は刺青」をリリースする予定であったが、3月4日に発売を中止する旨をブログとTwitterで発表し、ブログとTwitterも2021年3月7日に閉鎖することを併せて発表した。事の発端は、パソコン操作が出来ない梶に代わってブログやSNSなどの管理を担っていた知人女性の夫である伊左治直が、増村保造監督が梶のために遺した詩に曲をつけたアルバム制作を提案したことに遡る。2020年5月に起ち上がった企画であったが、肝心の楽曲が一向に出来上がってこない。数か月催促した挙句にようやく手元に届いた曲は、梶がそれまで歌ってきた歌謡曲と異なる曲調であった。イメージと掛け離れた楽曲に戸惑うも、一度はアルバム制作に同意したから、とレコーディングした。アルバムを発売するにあたりプロモーションの一環として梶の代表曲「修羅の花」の一部だけを公式YouTubeチャンネルで2021年2月27日から公開することを容認した。しかし、僅か3日後の3月2日に収録曲のダイジェストが投稿されたことに梶は「信義が守られなかった」と怒り、アルバムの発売中止及びSNSの閉鎖を通告したという。
2023年に、1972年から1974年に出した5枚のアルバムがフランスのレーベル「Wewantsounds」により復刻され、第1弾の『はじき詩集』は現地のヒットチャートで100位台となった。
同年12月14日にNetflixで公開された『幽☆遊☆白書』では幻海役で出演、70代で殺陣に取り組んだ。
2024年には6年ぶりとなるニューアルバム『7（セッテ）』をアナログ盤と配信で発売。翌年3月には新曲などを追加収録して『7 rosso（セッテロッソ）』としてCDでも発売された。

## 人物
実家は神田の老舗寿司屋と伝えられてきたが、本人によるとこれは事実ではないという。父親は和食の料理人だったが、日活への入社時にその事を宣伝部に伝えると「料理人じゃ面白くない。神田の出身だから、寿司屋でいこう。」となり、以降そのような略歴が記載された。
実妹の太田とも子は元歌手で、『野良猫ロック』では姉妹共演を果たした他『とおく群衆を離れて』『恋はまっさかさま』などのシングル曲を出し、「有沢とも子」の名義では『抱きしめて』『恋のおとずれ』などを出している。
基本的に「作品は選ばない」ことを旨としているが、唯一、「日本語で演じ、歌うこと」にはこだわりを持つ。そのため、世界的映画監督・マーティン・スコセッシはじめ海外からのオファーも「断ってる」と言い切った。
若手時代から現代まで変わらぬスレンダー体型は役者としての大きな武器である。健康維持には人一倍気を使い、スタイルを保つために大好物の甘いもの（銀座・木村屋總本店のあんぱんは昔から大好物）や肉類は極力我慢しているが、「それが一番きついんです」と茶目っ気たっぷりに話す。
人生のモットーは「媚びない めげない くじけない」。
ヴァーナルの対談番組、及び『ぴったんこカン・カン』で「お酒は一滴も飲めない」と語っている。
あこがれのスポーツ選手の内一人は花田勝。
1970年代にプログラムピクチャーを量産する東映とはケンカ別れの形となったが、今は岡田茂東映社長から言われた「傑作や名作はオレたちが作るんじゃない。お客さんが作るんだ。映画は多くさんのお客さんに観て頂いてヒットした映画が傑作であり名作なんだよ」という言葉を肝に銘じて、生涯娯楽作品に挑みたいと話している。

## 出演

### 映画

#### 「太田雅子」名義（映画）
- 悲しき別れの歌（1965年・日活） - ユミ
- さすらいは俺の運命（1965年・日活） - 利子
- 青春前期 青い果実（1965年・日活） - 主演・河合奈津子
- 男の紋章 流転の掟（1965年・日活） - 花子
- あいつとの冒険（1965年・日活） - 主演・宗方紀子
- 泣かせるぜ（1965年・日活） - 高梨洋子
- 赤い谷間の決斗（1965年・日活） - 伊達キミ子
- 青春ア・ゴーゴー（1966年・日活） - 村木悠子
- 日本仁侠伝 血祭り喧嘩状（1966年・日活） - 旅芝居の女・お栄
- 太陽が大好き（1966年・日活） - 主演・竹山栄子
- 逢いたくて逢いたくて（1966年・日活） - エリ子
- 夜霧の慕情（1966年・日活） - 安藤奈美
- 涙くんさよなら（1966年・日活） - 雅子
- あなたの命（1966年・日活） - お千代
- 殺るかやられるか（1966年・日活） - 川口紀子
- 絶唱（1966年・日活） - 橋本美保子
- 私は泣かない（1966年・日活） - トシ
- 嵐を呼ぶ男（1966年・日活） - 寺本比佐子
- 星よ嘆くな 勝利の男（1967年・日活） - 花田和子
- 夜霧よ今夜も有難う（1967年・日活） - ヒロミ
- 花を喰う蟲（1967年・日活） - 斉村妙子
- 男の掟（1968年・日活） - 菅平早苗
- 大幹部 無頼（1968年・日活） - 浅見恵子
- 禁断の果実（1968年・日活）- 若月ユリ
- あゝひめゆりの塔（1968年・日活） - 島袋ツル
- 縄張はもらった（1968年・日活） - 早船佐衛子
- BG・ある19才の日記 あげてよかった!（1968年・日活） - 長谷栄子
- 燃える大陸（1968年・日活）
- 忘れるものか（1968年・日活） - かおる
- 朝霧（1968年・日活） - 広田夏子
- 夜の牝 花と蝶（1969年・日活） - 女子大生・美香
- 女の警察（1969年・日活） - 福江美智子
- 恋のつむじ風（1969年・日活） - 竹野アオイ
- 野蛮人のネクタイ（1969年・日活） - トキ
- 残酷おんな私刑（1969年・日活） - 主演・高見敏江

#### 「梶芽衣子」名義（映画）
- 日本残侠伝（1969年・日活） - 春代
- さくら盃 仁義（1969年・日活） - 小春
- 博徒百人 任侠道（1969年・日活） - お蝶
- 侠花列伝 襲名賭博（1969年・日活） - 小宮山マキ
- 極道ペテン師（1969年・日活） - アケミ
- 朱鞘仁義 鉄火みだれ桜（1969年・日活） - 犬伏夏子
- 嵐の勇者たち（1969年・日活） - 佳代
- 関東義兄弟（1970年・日活） - 佳代子
- 盛り場仁義（1970年・日活） - 笠間弥生
- 鉄火場慕情（1970年・日活） - お杉
- 非行少年 若者の砦（1970年・日活） - 私山瞭子
- 日本最大の顔役（1970年・日活） - 滝川美奈子
- 野良猫ロックシリーズ（日活）
  - 女番長 野良猫ロック（1970年） - メイ
  - 野良猫ロック ワイルド・ジャンボ（1970年） - Ｃ子
  - 野良猫ロック セックス・ハンター（1970年） - マコ
  - 野良猫ロック マシンアニマル（1970年） - マヤ
  - 野良猫ロック 暴走集団'71（1971年） - 振り子
- 怪談昇り竜（英語版）（1970年・日活） - 主演・立花明美
- 反逆のメロディー（1970年・日活） - 亜紀
- 花の特攻隊 あゝ戦友よ（1970年・日活） - 娼婦
- 新宿アウトロー ぶっ飛ばせ（1970年・日活） - 笑子
- 三人の女 夜の蝶（1971年・日活） - 松田あけみ
- 女の意地（1971年・日活） - 梨香
- 暴力団・乗り込み（1971年・日活） - 紀子
- 流血の抗争（1971年・日活） - 吉永雅江
- 銀蝶シリーズ（東映） - 主演・樋口ナミ
  - 銀蝶渡り鳥（1972年）
  - 銀蝶流れ者 牝猫博奕（1972年）
- 女囚さそりシリーズ（東映） - 主演・松島ナミ
  - 女囚701号/さそり（1972年）
  - 女囚さそり 第41雑居房（1972年）
  - 女囚さそり けもの部屋（1973年）
  - 女囚さそり 701号怨み節（1973年）
- 仁義なき戦い 広島死闘篇（1973年・東映） - 上原靖子
- 現代任侠史（1973年・東映） - 仁木克子
- 修羅雪姫シリーズ（東宝） - 主演・鹿島雪
  - 修羅雪姫（1973年）
  - 修羅雪姫 怨み恋歌（1974年）
- ジーンズブルース 明日なき無頼派（1974年・東映） - 主演・聖子
- 無宿（1974年・東宝） - サキエ
- 動脈列島（1975年・東宝） - 落合芙美子
- 新仁義なき戦い 組長の首（1975年・東映） - 美沙子
- 竹久夢二物語 恋する（1975年・松竹） - 主演・岸たまき
- 妻と女の間（1976年・東宝） - 前田英子
- 大地の子守歌（1976年・松竹） - 若い女
- やくざの墓場 くちなしの花（1976年・東映） - 松永啓子
- 錆びた炎（1977年・松竹） - 種村登志子
- 曽根崎心中（1978年・ATG） - 主演・お初
- わるいやつら（1980年・松竹） - 藤島チセ
- 子どものころ戦争があった（1981年・松竹） - 野本二枝
- 落葉樹（1986年・近代映画協会） - 山へくる女性
- 青い山脈'88（1988年・松竹） - 梅太郎
- 鬼平犯科帳 劇場版（1995年・松竹） - おまさ
- カポネ 六本木錬金の帝王（2004年）
- 大奥（2006年・東映） - ナレーション
- 罪の声（2020年・東宝） - 曽根真由美
- すばらしき世界（2021年・ワーナー・ブラザース映画） - 庄司敦子
- 劇場版「きのう何食べた?」（2021年・東宝） - 筧久栄

### テレビドラマ

#### 「太田雅子」名義（テレビドラマ）
- ある日わたしは（1967年 - 1968年、日本テレビ・日活）
- 泥棒育ちドロボーイ（1968年、日本テレビ）

- 犬と麻ちゃん 第12話「愛して逃げて喜ばれて」（1969年、NET） - マリ子[39]

#### 「梶芽衣子」名義（テレビドラマ）
- 見合い恋愛（1969年、日本テレビ/ C.A.L） - 加奈子（第1話は太田雅子名義）
- ナショナルゴールデン劇場『花と竜』（1970年、NET/ C.A.L）
- ポーラ名作劇場『湖笛』（1970年、NET）
- 大江戸捜査網（1970年 - 1971年、1972年 - 1973年、東京12チャンネル・日活） - 小波
- 男は度胸（1970年 - 1971年、NHK総合)　- 春菜
- キイハンター 第186話「さらば縛り首の木の下に立つ女」（1971年、TBS・東映） - マリア
- 弥次喜多隠密道中 第3話「仇討めくら剣法」（1971年、日本テレビ） - お春
- 一心太助 第3話「木鼠小僧御用」（1971年、フジテレビ） - お松
- どくとる親子奮闘記（1971年、フジテレビ） - 竹井マリ[40]
- 清水次郎長 第30話「強がり男と変な娘」（1971年、フジテレビ / 東映、タケワキプロ） - おさん
- 笹沢左保股旅シリーズ / 暮坂峠への疾走（1972年、フジテレビ/ C.A.L） - おしず
- 下町かあさん（1972年、フジテレビ）
- 荒野の素浪人（1972年 - 1973年、NET / 三船プロ） - からっ風のお文
- 同棲時代（1973年、TBS）
- 戦国ロック はぐれ牙（1973年、フジテレビ / C.A.L） - 主演・冴
- 寺内貫太郎一家（1974年、1975年、TBS） - 寺内静江
- 火曜劇場『夏の影』（1975年、日本テレビ）
- いごこち満点（1976年、TBS） - 平野咲子、井川礼子（二役）
- ポーラ名作劇場『幻のささやき』（1976年、NET）- 真藤直子[41]
- シリーズ人間模様『妻たちの2・26事件』（1976年、NHK総合）
- 銀河テレビ小説（NHK総合）
  - オリンポスの果実（1977年） - 山﨑リエ
  - 風の盆（1981年） - 内山景子
  - 純情長良川（1984年） - 京子
- 華麗なる大泥棒!四丁目の刑事の家の間借人（1977年、日本テレビ）
- 新選組始末記（1977年、TBS） - おみの
- 華麗なる刑事（1977年、フジテレビ / 東宝） - 三杉理恵刑事 
  - 第23話「女豹走る!」
  - 第25話「さびた手錠（ワッパ）」
  - 第29話「女豹射つ!」
  - 第31話「拳銃の報酬」
  - 第32話「1000万人の人質」
- 森村誠一シリーズ『腐蝕の構造』（1977年、毎日放送 / 東映） - 冬子
- 新選組始末記（1977年、TBS） - おみの
- 家路〜ママ・ドント・クライ（1979年、TBS） ‐ 唐沢薫
- 家路PART2（1980年、TBS） - 薫
- 時よ炎のごとく!（1980年、フジテレビ）
- それからの武蔵（1981年、テレビ東京） - 由利姫
- うわさの淑女（1981年、毎日放送）
- 野々村病院物語（1981年、TBS）- 長岡菜美子
- はらぺこ同志（1982年、TBS）
- 笑顔泣き顔ふくれ顔（1982年、フジテレビ）
- 斬り捨て御免! 第3シリーズ 第1話「熱き口づけは死を誘う」（1982年、テレビ東京） - 朱実
- 悪女の招待状（1982年、テレビ朝日）
- おまかせください（1982年、フジテレビ）
- 土曜ワイド劇場
  - 松本清張の溺れ谷「蜂は一度刺して死ぬ！」（1983年4月9日、テレビ朝日 / 松竹） - 藤岡真佐子
  - 家政婦は見た!「エリート家庭の浮気の秘密 みだれて…」（1984年10月13日） - 門倉道子
  - 万引夫人のとんでもない誤解（1984年9月1日）- 宇都木美保子
  - 美しい人妻の危険な旅　エメラルドの指輪は不倫の証し！（1990年11月24日、テレビ朝日 / 松竹）[注 2] - 主演・浜田静子
- おまかせください オレの女房どの（1983年、フジテレビ）
- 大奥（1983年、関西テレビ） - 右衛門佐
- 青い瞳の聖ライフ（1984年、フジテレビ / 大映テレビ）
- 金曜ファミリーワイド『松本清張の地の骨 消えた入試問題 女が決めた教授の椅子』（1984年、フジテレビ / 大映テレビ） - 松村麗子
- スタア誕生（1985年、フジテレビ / 大映テレビ） - 加賀孝子
- ポニーテールはふり向かない（1985年 - 1986年、TBS / 大映テレビ） - 麻生未記の母
- 花嫁衣裳は誰が着る（1986年、フジテレビ / 大映テレビ） - 藤崎明江
- おんな風林火山 第1話「7歳の幼な妻」 - 第6話「正室無念の死」（1986年、TBS / 大映テレビ） - 舞姫
- このこ誰の子?（1986年 - 1987年、フジテレビ / 大映テレビ） - 河野
- アリエスの乙女たち（1987年、フジテレビ / 大映テレビ） - 久保小夜子
- 熱っぽいの!（1988年、フジテレビ） - 川上冴子
- 追いかけたいの!（1988年、フジテレビ） - 石坂京子
- 教師びんびん物語Ⅱ（1989年、フジテレビ） - 島津響子
- 子連れ狼（1989年、テレビ朝日） - お菊
- 鬼平犯科帳（1989年 - 、フジテレビ / 松竹） - おまさ
- パパ!かっこつかないゼ（1990年、フジテレビ）
- 銭形平次 第2シリーズ 第1話「黒衣の笛」（1992年、フジテレビ） - お京
- 月曜ドラマ・イン『花嫁は16才!』（1995年、テレビ朝日） - 立花妙子
- 忠臣蔵 （1996年、フジテレビ） - 大石りく
- 御家人斬九郎 第3シリーズ 第3話「姉上」（1997年、フジテレビ / 映像京都） - 松平いち
- 剣客商売（1998年 、フジテレビ / 松竹） - おもと
- あなたの隣に誰かいる（2003年、フジテレビ）
- 忠臣蔵〜決断の時（2003年、テレビ東京）- 戸田局
- 大奥 第一章（2004年、フジテレビ） - 朝比奈、ナレーション（最終話・スペシャル）
- 逃亡者 おりん（2006年 - 2007年、テレビ東京） - 古坂妙（妙春尼）
- 八州廻り桑山十兵衛〜捕物控ぶらり旅（2007年、テレビ朝日） - 登喜 役
- 島根の弁護士（2007年、フジテレビ）
- 忠臣蔵 瑤泉院の陰謀（2007年、テレビ東京） - 唐崎
- 徳川家康と三人の女（2008年3月15日、テレビ朝日） - ナレーション
- 忠臣蔵〜その男、大石内蔵助（2010年、テレビ朝日） - 戸田局
- 美男ですね（2011年、TBS） - 修道院の院長 ※特別出演
- 相棒 season 10 第13話「藍よりも青し」（2012年1月25日、テレビ朝日 / 東映） - 葛巻彩乃
- 結婚しない（2012年、フジテレビ） - 桐島陽子
- 上意討ち 拝領妻始末（2013年、テレビ朝日） - すが
- タクシードライバーの推理日誌33（2013年、テレビ朝日） - 板倉美喜子
- 極悪がんぼ 第2話（2014年、フジテレビ） ‐ 誘利毒子
- 女囚セブン（2017年、テレビ朝日） - 一条涼
- 犬神家の一族（2018年12月24日、フジテレビ） - 宮川香琴
- きのう何食べた?（2019年、テレビ東京） - 筧久栄
  - きのう何食べた?正月スペシャル2020（2020年1月1日、テレビ東京）
- 天使にリクエストを〜人生最後の願い〜（2020年、NHK総合） - 大松幹枝 役
- いりびと-異邦人-（2021年11月予定、WOWOWプライム・WOWOWオンデマンド） - 鷹野せん 役

### 音楽番組
- 木曜8時のコンサート〜名曲!にっぽんの歌〜  (2013年4月4日、テレビ東京)  『怨み節』『一番星ブルース』
- NHK歌謡コンサート（2015年11月10日、NHK総合）「古賀メロディーよ永遠に」『酒は涙か溜息か』
- NHKうたコン　生放送！（2023年10月10日、NHK総合）『怨み節』

### 配信ドラマ
- モダンラブ・東京〜さまざまな愛の形〜「息子の授乳、そしていくつかの不満」（2022年10月21日、Amazon Prime Video） - 真子 役[42]
- 幽☆遊☆白書（2023年12月14日、Netflix） - 幻海 役[43]
- 匿名の恋人たち（2025年10月16日配信予定、Netflix）[44]

### 劇場アニメ
- ゼノ かぎりなき愛に（1999年5月15日） - ゲンタロウの母

### バラエティ
- 梶芽衣子のヴァーナルビューティートーク
- 剣客総菜スペシャル（時代劇専門チャンネル）
- アウト☓デラックス（フジテレビ）
- ぴったんこカン・カン（TBS）

### CM
- 神楽酒造「天照」
- 日本リーバ「ELIDA」

- 公共広告機構（現：ACジャパン）『逆・授業参観』（ナレーション）（2006年）

## 著書
- 『真実』（2018年3月12日、文藝春秋、構成：清水まり）ISBN 978-4163908090

## ディスコグラフィ

### シングル
| #            | 発売日          | A/B面    | タイトル                           | 作詞           | 作曲           | 編曲         | 規格品番   |
| テイチク     | テイチク        | テイチク | テイチク                           | テイチク       | テイチク       | テイチク     | テイチク   |
| ------------ | --------------- | -------- | ---------------------------------- | -------------- | -------------- | ------------ | ---------- |
| 1            | 1970年 7月5日   | A面      | 仁義子守唄                         | たちばなじゅん | 春川一夫       | 山田栄一     | SN-975     |
| 1            | 1970年 7月5日   | B面      | 恋に命を                           | 堀はじめ       | 春川一夫       | 山倉たかし   | SN-975     |
| 2            | 1971年 3月5日   | A面      | 命の涙                             | 池田充男       | 野崎真一       | 山倉たかし   | SN-1075    |
| 2            | 1971年 3月5日   | B面      | 悲しい笑顔                         | 二条冬詩夫     | 村沢良介       | 山倉たかし   | SN-1075    |
| 3            | 1971年 7月5日   | A面      | 浜辺のメルヘン                     | 小川亜矢子     | 曽根幸明       | 曽根幸明     | SN-1148    |
| 3            | 1971年 7月5日   | B面      | 愛への期待                         | 滝田順         | 曽根幸明       | 曽根幸明     | SN-1148    |
| 4            | 1972年 3月5日   | A面      | 銀蝶渡り鳥                         | 川内康範       | 曽根幸明       | 曽根幸明     | SN-1226    |
| 4            | 1972年 3月5日   | B面      | 銀蝶ブルース                       | 川内康範       | 曽根幸明       | 曽根幸明     | SN-1226    |
| 5            | 1972年 12月1日  | A面      | 怨み節                             | 伊藤俊也       | 菊池俊輔       | 菊池俊輔     | SN-1287    |
| 5            | 1972年 12月1日  | B面      | 女の呪文                           | 伊藤俊也       | 菊池俊輔       | 菊池俊輔     | SN-1287    |
| 6            | 1973年 4月15日  | A面      | 芽衣子のふて節                     | 保科幸雄       | 曽根幸明       | 小谷充       | SN-1309    |
| 6            | 1973年 4月15日  | B面      | おんなはぐれ唄                     | 千家和也       | 渡辺岳夫       | 小谷充       | SN-1309    |
| 7            | 1973年 7月1日   | A面      | やどかり                           | 阿久悠         | 中村泰士       | 竜崎孝路     | SN-1321    |
| 7            | 1973年 7月1日   | B面      | かきおき                           | 阿久悠         | 中村泰士       | 竜崎孝路     | SN-1321    |
| 8            | 1973年 7月10日  | A面      | はぐれ節                           | 大谷実         | 大野雄二       | 大野雄二     | SN-1322    |
| 8            | 1973年 7月10日  | B面      | 牙のバラード                       | 大谷実         | 大野雄二       | 大野雄二     | SN-1322    |
| 9            | 1973年 12月25日 | A面      | 修羅の花                           | 小池一雄       | 平尾昌晃       | 竜崎孝路     | SN-1376    |
| 9            | 1973年 12月25日 | B面      | ほお やれほ……                      | 長田紀生       | 長田紀生       | 広瀬健次郎   | SN-1376    |
| 10           | 1974年 3月25日  | A面      | ジーンズぶるうす                   | 吉田旺         | 井上忠夫       | 竜崎孝路     | SN-1392    |
| 10           | 1974年 3月25日  | B面      | 因果花                             | 吉田旺         | 井上忠夫       | 竜崎孝路     | SN-1392    |
| 11           | 1974年 11月25日 | A面      | この新しい朝に                     | 津坂浩         | 道夕介         | 青木望       | SN-1426    |
| 11           | 1974年 11月25日 | B面      | 雨の夜あなたは                     | なかにし礼     | かまやつひろし | 矢野立美     | SN-1426    |
| ポリドール   |                 |          |                                    |                |                |              |            |
| 12           | 1975年 9月21日  | A面      | 命日                               | 浅木しゅん     | 新井利昌       | 畠山明博     | DR-1978    |
| 12           | 1975年 9月21日  | B面      | あかね雲                           | 浅木しゅん     | 新井利昌       | 畠山明博     | DR-1978    |
| 13           | 1977年 2月21日  | A面      | 欲しいものは                       | 阿木燿子       | 宇崎竜童       | 小六禮次郎   | DR-6074    |
| 13           | 1977年 2月21日  | B面      | 今更なんて叱らないで下さい〜恋文〜 | いまむられいこ | 井上忠夫       | 松井忠重     | DR-6074    |
| 14           | 1977年 9月21日  | A面      | 袋小路三番町                       | 阿木燿子       | 宇崎竜童       | 千野秀一     | DR-6148    |
| 14           | 1977年 9月21日  | B面      | 残り火                             | 阿木燿子       | 宇崎竜童       | 千野秀一     | DR-6148    |
| 15           | 1978年 5月21日  | A面      | あかね雲                           | 浅木しゅん     | 新井利昌       | 畠山明博     | DR-6204    |
| 15           | 1978年 5月21日  | B面      | 元町シャンソン                     | 香川リサ       | 八角朋子       | 馬飼野康二   | DR-6204    |
| 16           | 1979年 7月21日  | A面      | 晩夏                               | 吉田旺         | 杉本真人       | 小六禮次郎   | DR-6339    |
| 16           | 1979年 7月21日  | B面      | 陽よけめがね                       | 吉田旺         | 杉本真人       | 小野崎孝輔   | DR-6339    |
| 17           | 1980年 5月21日  | A面      | 酒季の歌                           | 菅野さほ子     | 新井利昌       | 京建輔       | DR-6408    |
| 17           | 1980年 5月21日  | B面      | ああ いいお酒                      | 菅野さほ子     | 新井利昌       | 京建輔       | DR-6408    |
| 18           | 1981年 11月1日  | A面      | 熱い酒                             | 藤裕           | 新井利昌       | 竜崎孝路     | 7DX-1138   |
| 18           | 1981年 11月1日  | B面      | 長崎はアジサイ模様の哀愁           | 菅野さほ子     | 新井利昌       | あかのたちお | 7DX-1138   |
| EPIC・ソニー |                 |          |                                    |                |                |              |            |
| 19           | 1984年 12月21日 | A面      | 乾いた華                           | 杉本真人       | 杉本真人       | 飛澤宏元     | 07・5H-226 |
| 19           | 1984年 12月21日 | B面      | 霧雨ホテル                         | 杉本真人       | 杉本真人       | 飛澤宏元     | 07・5H-226 |
| テイチク     |                 |          |                                    |                |                |              |            |
| 20           | 1994年 7月21日  | 01       | 不思議ね                           | なかにし礼     | 大野克夫       | 松任谷正隆   | TEDA-10314 |
| 20           | 1994年 7月21日  | 02       | 舟にゆられて                       | 片桐和子       | 矢野誠         | 青木望       | TEDA-10314 |
| 21           | 2009年 6月24日  | 01       | 女をやめたい                       | 朝比奈京子     | 杉本眞人       | 桜庭伸幸     | TECA-12187 |
| 21           | 2009年 6月24日  | 02       | 思い出日和                         | 朝比奈京子     | 杉本眞人       | 桜庭伸幸     | TECA-12187 |
| FIX LABEL    |                 |          |                                    |                |                |              |            |
| 22           | 2017年 3月22日  | 01       | 凛                                 | シン           | シン           | SIN & ISAO   | QFCV-20016 |
| 22           | 2017年 3月22日  | 02       | 触れもせず                         | 浅木しゅん     | シン           | SIN & ISAO   | QFCV-20016 |
| 22           | 2017年 3月22日  | 03       | 怨み節                             | 伊藤俊也       | 菊池俊輔       | SIN & ISAO   | QFCV-20016 |

### アルバム

#### オリジナル・アルバム
| 1972年7月1日         | LP             | CF-13      | 銀蝶渡り鳥 Side:A 1. 銀蝶渡り鳥（3:10 2. 仁義子守唄（3:18 3. 恋に命を（3:18 4. 銀蝶ブルース（2:52 5. はこだて物語（3:37 6. 命の涙（3:27 Side:B 1. 浜辺のメルヘン（3:06 2. 夜霧のすきな貴方（3:30 3. 悲しい笑顔（3:41 4. 心のこり（3:00 5. 嫉妬（3:08 6. 愛への期待（2:24                                       |
| 1973年6月1日         | LP             | CF-33      | 梶芽衣子のはじき詩集 Side:A 1. 芽衣子のふて節（3:10 2. わらの上（3:45 3. おんな叛き唄（3:32 4. ひずみ燃え（2:53 5. おんな渇き唄（3:47 6. おんなはぐれ唄（3:04 Side:B 1. ひとり風（3:17 2. 女の呪文（2:51 3. 別にどうって事でもないし（2:43 4. にごり女（2:51 5. 悲しくないからふしあわせ（3:17 6. 怨み節（3:33 |
| 1973年11月           | LP             | CDX-2518   | 梶芽衣子のはじき詩集 Side:A 1. 芽衣子のふて節（3:10 2. わらの上（3:45 3. おんな叛き唄（3:32 4. ひずみ燃え（2:53 5. おんな渇き唄（3:47 6. おんなはぐれ唄（3:04 Side:B 1. ひとり風（3:17 2. 女の呪文（2:51 3. 別にどうって事でもないし（2:43 4. にごり女（2:51 5. 悲しくないからふしあわせ（3:17 6. 怨み節（3:33 |
| 1974年4月25日        | LP             | CF-48      | 男・女・こころの哀歌 Side:A 1. アカシヤの雨が止む時 2. 芽衣子の夢は夜ひらく 3. 女心の唄 4. 銀座の蝶 5. 新宿ブルース 6. カスバの女 Side:B 1. 東京流れもの 2. 裏町人生 3. 酒は涙か溜息か 4. 男の純情 5. 雨の屋台 6. 知床旅情                                                                                     |
| 1974年11月25日       | LP             | CF-58      | 去れよ、去れよ、悲しみの調べ |
| ポリドール・レコード |                |            | |
| 1975年12月21日       | LP             | MR-2281    | きょうの我が身は…… Side:A 1. ～きょうの我が身は～ 2. 蛍の橋 3. あかね雲 4. 知らぬ顔 5. 袂に春風 6. 私のいいひと 7. 震災まえ Side:B 1. 今更なんて叱らないで下さい ～恋 文～ 2. 淋しき夕べ 3. 海ほおずき 4. 日暮れ道 5. 命日 6. きょうの我が身は                                                                 |
| 2006年2月15日        | CD             | VSCD-3473  | きょうの我が身は…… Side:A 1. ～きょうの我が身は～ 2. 蛍の橋 3. あかね雲 4. 知らぬ顔 5. 袂に春風 6. 私のいいひと 7. 震災まえ Side:B 1. 今更なんて叱らないで下さい ～恋 文～ 2. 淋しき夕べ 3. 海ほおずき 4. 日暮れ道 5. 命日 6. きょうの我が身は                                                                 |
| 1978年8月21日        | LP             | MR-3134    | あかね雲 Side:A 1. あかね雲（3:48 2. 残り火（3:44 3. 蛍の橋（4:18 4. 袋小路三番町（3:32 5. 欲しいものは（4:01 6. 命日（3:17 Side:B 1. 影の栖（3:21 2. ジグザグ模様（3:27 3. レディーブルー（3:29 4. 元町シャンソン（2:59 5. 旅立ち（3:13 6. 海ほおずき（3:03                                                   |
| 1979年11月21日       | LP             | MR-3212    | 別れ 怨み 涙うた Side:A 1. 晩夏 2. 残り火 3. 命日 4. 欲しいものは 5. 陽よけめがね 6. あかね雲 Side:B 1. 怨み節 2. 一度だけなら 3. ざんげの値打ちもない 4. 昔の名前で出ています 5. くれないホテル 6. 長崎の夜はむらさき                                                                                         |
| 1980年10月28日       | LP             | 28MX-1017  | 酒季の歌 Side:A 1. 酒季の歌 2. みちづれ 3. しんみりと 4. 長崎はアジサイ模様の哀愁 5. あかね雲 6. 怨み節 Side:B 1. 舟唄 2. ああ いいお酒 3. 泣き虫弱虫ネオン虫 4. 夢追い酒 5. 初恋隆吉節 6. 潮鳴りの宿 |
| テイチクレコード     |                |            | |
| 2011年5月25日        | CD             | TECH-23225 | あいつの好きそなブルース 1. あやまち（3:07 2. 一番星ブルース（3:25 3. あいつの好きそなブルース（4:29 4. 袋小路三番町（3:31 5. 朝顔・夕顔（4:20 6. あゝブルース（3:44 7. しなやかにしたたかに（4:21 |
| FIX LABEL            |                |            | |
| 2018年4月18日        | CD             | OCCF-0001  | 追憶 ※43年ぶりのオリジナルフルアルバム 1. 凛（3:46 2. 触れもせず（3:01 3. ブレナイ（4:22 4. ひらひら（4:22 5. 約束（3:57 6. 追憶（4:36 7. うたげ（3:40 8. ゆれる（4:18 9. 怨み節（3:32 10. 役者（3:06 |
| 徳間ジャパン         |                |            | |
| 2024年3月24日        | アナログ・配信 | TJJA-10060 | 7（セッテ） 1. 真ッ紅な道 2. 心焦がして 3. 上等じゃない 4. 愛の剣 5. 恋は刺青 6. 女… 7. 虫けらたちの数え唄 8. 星空ロック 9. とばり 10. それだけで… 11. 修羅の花 |
| 2025年3月26日        | CD             | TKCA-75268 | 7 rosso（セッテロッソ） 1. 真ッ紅な道 2. 心焦がして 3. 上等じゃない 4. 愛の剣 5. 恋は刺青 6. 女… 7. 虫けらたちの数え唄 8. 星空ロック 9. とばり 10. それだけで… 11. 修羅の花 12. 凛 13. 追憶 14. ゆれる 15. 役者 16. 怨み節 17. き・せ・つ（新曲）                                                              |

#### ベスト・アルバム
| 発売日         | 規格 | 規格品番   | アルバム |
| -------------- | ---- | ---------- | --- |
| 1972年12月25日 | LP   | CF-26      | 梶芽衣子の魅力 Side:A - 女囚701号さそり Side:B - 銀蝶流れ者 牝猫博奕 |
| 1973年10月25日 | LP   | CF-37      | ゴールデンスター・カスタム・デラックス 梶芽衣子オリジナルベスト12 やどかり Side:A 1. やどかり 2. 落日 3. 私うまれてふしあわせ 4. 山猫 5. 蟻地獄 6. かきおき Side:B 1. はぐれ節 2. あやとり 3. 「嗚呼・・・」 4. ある出逢い 5. おんな願い唄 6. 牙のバラード |
| 1974年5月25日  | LP   | SL-220-21  | ゴールデンスター・ツイン・デラックス Side:A 1. 怨み節（3:33 2. おんな叛き唄（3:32 3. 女の呪文（2:51 4. わらの上（3:45 5. おんなはぐれ唄（3:04 6. 芽衣子のふて節（3:10 Side:B 1. アカシヤの雨が止む時（4:08 2. 芽衣子の夢は夜ひらく（3:56 3. 知床旅情（4:12 4. 東京流れもの（2:41 5. 銀座の蝶（3:39 6. カスバの女（4:09 Side:C 1. ジーンズぶるうす（3:31 2. 修羅の花（3:49 3. 落日（3:07 4. 山猫（2:54 5. かきおき（3:27 6. やどかり（3:24 Side:D 1. 女囚701号「さそり」より（22:43 |
|                | LP   | GM-7       | ベスト歌謡16 Side:A 1. 怨み節（3:33 2. ひとり風（3:17 3. 女の呪文（2:51 4. わらの上（3:45 5. 芽衣子のふて節（3:10 6. あやとり（3:34 7. 「嗚呼…」（3:37 8. やどかり（3:24 Side:B 1. ジーンズぶるうす（3:31 2. 修羅の花（3:49 3. おんなはぐれ唄（3:04 4. 落日（3:07 5. 悲しくないからふしあわせ（3:17 6. おんな叛き唄（3:32 7. かきおき（3:27 8. 山猫（2:54 |
| 2001年12月19日 | CD   | UPCH-8019  | スーパー・バリュー 梶芽衣子 |
| 2004年3月24日  | CD   | TECE-30463 | 梶芽衣子 全曲集 1. 怨み節（3:36 2. 女の呪文（2:54 3. 修羅の花（3:51 4. やどかり（3:26 5. ジーンズぶるうす（3:35 6. 因果花（4:03 7. 銀蝶渡り鳥（3:12 8. 女願い唄（3:37 9. 別にどうって事でもないし（2:46 10. 酒季の歌（4:08 11. あかね雲（3:43 12. 残り火（3:46 13. 命日（3:23 14. 海ほおずき（3:02 15. 舟にゆられて（2:57 16. 別れ話なんか（2:29 17. 雨の夜あなたは（3:38 18. 南風（3:13 19. 晩夏（3:57 20. 芽衣子の夢は夜ひらく（3:53                                             |

#### 企画アルバム
| 発売日        | 規格 | 規格品番   | アルバム |
| ------------- | ---- | ---------- | --- |
| 2010年3月24日 | CD   | TECS-18441 | 梶芽衣子ベスト・コレクション ※歌手40年記念の7枚組CD・BOX。 ※1970年のデビュー曲「仁義子守唄」から、大ヒット曲「怨み節」「修羅の花」、2009年6月リリースのシングル「女をやめたい」まで収録。 |

### タイアップ曲
| 年     | 楽曲             | タイアップ                                            |
| ------ | ---------------- | ----------------------------------------------------- |
| 1970年 | 仁義子守唄       | 日活映画「昇り竜」シリーズ主題歌                      |
| 1970年 | 恋に命を         | 日活映画「昇り竜」シリーズ挿入歌                      |
| 1972年 | 銀蝶渡り鳥       | 東映映画「銀蝶渡り鳥」主題歌                          |
| 1972年 | 銀蝶ブルース     | 東映映画「銀蝶渡り鳥」挿入歌                          |
| 1972年 | 怨み節           | 東映映画「女囚さそり」シリーズ主題歌                  |
| 1972年 | 女の呪文         | 東映映画「女囚さそり」シリーズ挿入歌                  |
| 1973年 | はぐれ節         | フジテレビ系テレビドラマ「戦国ロック はぐれ牙」主題歌 |
| 1973年 | 牙のバラード     | フジテレビ系テレビドラマ「戦国ロック はぐれ牙」挿入歌 |
| 1973年 | 修羅の花         | 東宝映画「修羅雪姫」主題歌                            |
| 1974年 | ジーンズぶるうす | 東映映画「ジーンズブルース 明日なき無頼派」主題歌     |
| 1981年 | 熱い酒           | 蕎麦焼酎「天照」イメージソング                        |
| 1984年 | 乾いた華         | 蕎麦焼酎「天照」イメージソング                        |
| 1994年 | 不思議ね         | テレビ朝日系「旅くらべ決定版」EDテーマ                |

## 受賞
- 1976年度
  - 京都市民映画祭 主演女優賞（『無宿』）
- 1978年度『曽根崎心中』
  - 第33回毎日映画コンクール 女優演技賞
  - 第21回ブルーリボン賞 主演女優賞
  - 第52回キネマ旬報ベスト・テン 主演女優賞
  - 第3回報知映画賞 主演女優賞
- 1995年度
  - 第20回報知映画賞 助演女優賞（『鬼平犯科帳 劇場版』）
- 2020年度
  - 第75回毎日映画コンクール 田中絹代賞[46]